# James P. Pope
James P. Pope (Jonesboro, 1884. március 31. – Alexandria, 1966. január 23.) az Amerikai Egyesült Államok szenátora (Idaho, 1933–1939).